# Mozilla Sunbird
Mozilla Sunbird este o aplicație de calendar gratuită, open source, multi-platformă dezvoltată de Fundația Mozilla, Sun Microsystems și mulți voluntari. Mozilla Sunbird este descrisă ca fiind "... o aplicație de calendar multi-platformă de sine stătătoare, bazată pe limbajul de interfață utilizator Mozilla XUL."
Anunțat în iulie 2003, Sunbird este o versiune a Mozilla Calendar Project. În prezent este dezvoltat ca o versiune de sine stătătoare a extensiei Lightning pentru Mozilla Thunderbird, extensie ce oferă un calendar aplicației de gestionare a mesageriei electronice.